# 莱斯戈尔
莱斯戈尔（法語：Lesgor，法語發音：[lɛsɡɔʁ]）是法国朗德省的一个市镇，属于达克斯区。

## 地理
莱斯戈尔（43°51'9"N, 0°54'4"W）面积28.19 平方千米，位于法国新阿基坦大区朗德省，该省份为法国西南部沿海省份，是法國本土面积第二大的省，北起吉倫特省，西临大西洋，南至大西洋比利牛斯省，东临热尔省，东北与洛特-加龍省接壤。
与莱斯戈尔接壤的市镇（或旧市镇、城区）包括：贝加尔、卡尔桑-蓬松、拉吕克、里永德朗德、阿杜尔河畔蓬通克斯、里永德朗德、博斯。

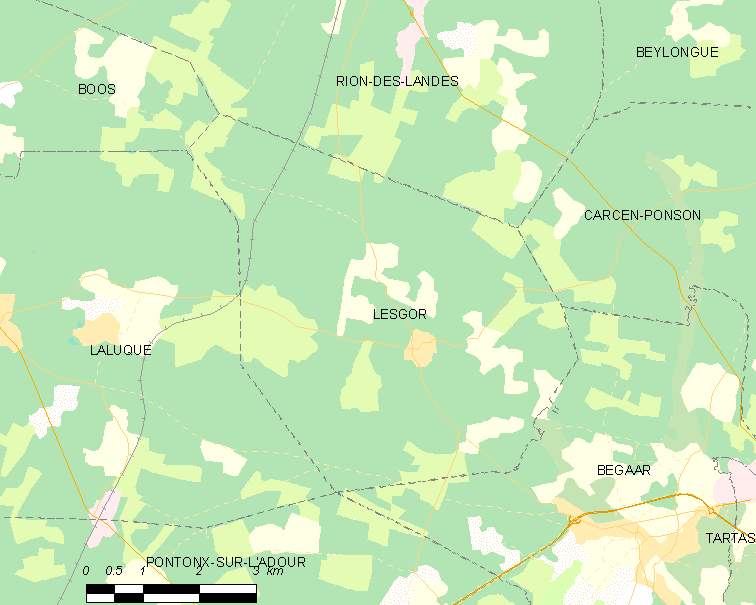
莱斯戈尔的OSM定位图

莱斯戈尔的时区为UTC+01:00、UTC+02:00（夏令时）。

## 行政
莱斯戈尔的邮政编码为40400，INSEE市镇编码为40151。

## 政治
莱斯戈尔所属的省级选区为莫尔桑克斯-塔尔塔斯地区县。

## 人口

1962-2008年间莱斯戈尔人口变化图示

莱斯戈尔于2022年1月1日时的人口数量为425人。